# 무아
무아(無我)는 산스크리트어 아나트만(अनात्मन् anātman, anatman, 팔리어: anattā) 혹은 니르아트만(nir-ātman)의 번역어로 비아(非我)라고도 한다. 불교의 근본 교의 중 하나로 처음에는 자기 소유물을 자기 것으로서 집착함을 금하는 실천적인 입장에서 주장되었다. 즉 고타마 붓다가 말한 무아(無我)는 있는가 없는가에 대한 이론이 아니라 연기에 의해 이루어진 제법(諸法), 즉 유위법(有爲法)을 실체로 보아서는 안 된다는 실천적 의미를 가리킨다.
후에는 영원독립하며 주재적인 자아(아트만)의 실재를 주장하는 브라만교의 교의에 반대하여 사람은 5온(五蘊)의 집합이요, 생명의 주체인 실아(실재로서의 자아)는 없고 또한 모든 존재는 인연으로써 생긴 것이며 고정적인 본성은 없다고 하는 무아설(無我說)을 주장하게 되었다.

## 무아와 무아설
무아(無我)란 이론적으로는 고정적 · 불변적인 실체로서의 아("我 · 아트만")가 없다는 것이다. 그러나 고타마 붓다가 말한 무아는 있는가 없는가에 대한 이론이 아니라, 실체가 없는 것, 즉 연기에 의해 이루어진 제법(諸法), 즉 일체의 유위법(有爲法)을 실체로 보아서는 안 된다는 실천적 의미를 가리킨다. 즉,  유위법(有爲法)을 실체로 보지 않을 수 있게 하는 구체적인 수행, 즉 도제(道諦: 팔정도, 37도품, 6바라밀 등의 수행)가 실제로 열반(무위법)에 이르게 하는 길이지, '우주가 시간적으로 또는 공간적으로 영원한가 아닌가? 아(我, 아트만)라고 하는 실체(무위법)가 육체(유위법)와 어떻게 다른가?' 등과 같이 실체(무위법)의 성격은 어떠한지를 논하는 십사무기와 같은 형이상학적인 접근은, 마치 독화살에 맞은 상태에서 독화살과 독을 제거할 생각을 하지 않고 독화살이 어디에서 왔는가를 따지는 태도와 같아서, 고타마 붓다에게 있어서는 무의미한 것이었다.
무아는 일반적으로 제법무아(諸法無我)라는 명제로서 설명되었고 불교의 근본진리라고 하는 연기설(緣起說)은 이 무아설을 기초로 조직되었다. 그러나, 불교로서의 생명은 무아의 실천이라든가 무아행(無我行)이라고 하는 실천면에 있에 있다. 즉 이 세상의 모든 것은 고정성이 없고("無我 · 무아") 끊임없이 변화하고 있는("無常 · 무상") 까닭에 우리들의 수양이나 노력에 의해서 역경을 극복하여 더욱 향상할 수가 있다. 그렇기 때문에 불교의 이상(理想)인 열반(涅槃)은 이 무아행이 철저하게 이루어진 경지를 말한다.

## 2무아: 인무와와 법무아
대승불교의 교의에서 무아는 크게 인무아(人無我, 산스크리트어: pudgala-nairātmya)와 법무아(法無我, 산스크리트어: dharma-nairātmya)의 2무아(二無我)로 나뉜다.
인무아(人無我)를 아공(我空)이라고도 하며 법무아(法無我)을 법공(法空)이라고도 한다. 그리고 이 둘을 통칭하여 2공(二空)라고 하는데, 2공(二空)은 2무아(二無我)와 같은 뜻이다. 2공(二空) 또는 2무아(二無我)를 아법2공(我法二空)이라고도 하며, 아공(我空)은 인공(人空)이라고도 하는데 이 때문에 인법2공(人法二空)이라고도 한다. 2공(二空)의 교의는 초기 대승불교의 근본적인 교의 또는 사상이 되었다.

### 이치로서의 2무아
인무아(人無我)인간 자신 속에는 실체로서의 자아가 있다고 보는 아집(我執)에 대해, 인간 자신 속에는 실체로서의 자아가 없다고 보는 견해 혹은 이치, 또는 이러한 깨우침을 증득한 상태 또는 경지이다. 아집(我執)은 번뇌장(煩惱障)이라고도 하는데, 번뇌장은 중생의 몸과 마음을 번거롭게 하여 열반(또는 해탈)을 가로막아 중생으로 하여금 윤회하게 하는 장애라는 의미이다.
법무아(法無我)존재하는 만물 각각에는 실체로서의 자아가 있다고 보는 법집(法執)에 대해, 유위법(有爲法) 즉 존재하는 모든 것은 인연에 의해 생기는 것이므로 실체로서의 자아는 없다는 견해 혹은 이치, 또는 이러한 깨우침을 증득한 상태 또는 경지이다. 법집(法執)은 소지장(所知障)이라고도 하는데, 소지장은 참된 지혜, 즉 보리(菩提)가 발현되는 것을 가로막는 장애라는 의미이다.

### 경지로서의 2무아
불교에서, 수행에 의해 깨달음을 성취해 간다는 입장에서는 2무아(二無我)는 실제로 증득될 수 있고 또한 증득되어야 하는 특정한 경지를 뜻한다.
예를 들어, 유가유식파의 경우, 이 종파의 소의 논서인 《성유식론》에 따르면 이무아(二無我) 중 인무아의 경지에 다다르면 아집인 번뇌장이 소멸되어 열반(해탈)이 성취되고, 법무아의 경지에 다다르면 법집인 소지장이 소멸되어 보리(반야 · 대지혜 · 완전한 깨달음)가 성취된다.
《성유식론》에서는 이와 관련된 수행 단계를 더 자세히 설명하는데, 크게 자량위(資糧位) · 가행위(加行位) · 통달위(通達位) · 수습위(修習位) · 구경위(究竟位)의 다섯 단계("오위 · 五位")로 나누고 있다. 이 중에서 네 번째인 수습위는 다시 십지(十地)의 열 단계로 나뉘는데, 십지는 극희지(極喜地) · 이구지(離垢地) · 발광지(發光地) · 염혜지(焰慧地) · 극난승지(極難勝地) · 현전지(現前地) · 원행지(遠行地: 제7지) · 부동지(不動地) · 선혜지(善慧地) · 법운지(法雲地: 제10지)이다. 《성유식론》에 따르면 아집인 번뇌장은 수습위의 십지 중 제7지인 원행지(遠行地)에서 완전히 제거되어 제8지부터는 아무아의 경지에 있게 된다. 그리고 법집인 소지장은 수습위의 십지 중 제10지인 법운지(法雲地)에서 완전히 제거 될 수 있는데, 완전히 제거되면 다섯 단계("오위 · 五位")의 마지막인 구경위(究竟位)에 이르게 되고 해당 보살, 즉 대승불교의 수행자는 비로소 부처가 된다.
유가유식파는 열반과 해탈은 동의어로 사용하는 반면, 열반과 보리는 용어를 구분해서 사용한다. 유가유식파의 문맥에서 열반(또는 해탈)은 아집인 번뇌장이 완전히 제거된 인무아의 상태를 의미한다. 그리고 보리는 법집인 소지장이 완전히 제거된 법무아의 상태를 의미한다. 《성유식론》에서는 열반을 진해탈(眞解脫: 참다운 해탈)이라고도 표현하며 보리를 대보리(大菩提: 큰 깨달음 · 완전한 깨달음)라고도 표현하고 있다.

## 같이 보기
- 금욕주의
- 열반
- 열린 개인주의
- 테세우스의 배